# Lotononis genistoides
Lotononis genistoides är en ärtväxtart som först beskrevs av Edward Fenzl, och fick sitt nu gällande namn av George Bentham. Lotononis genistoides ingår i släktet Lotononis och familjen ärtväxter. Inga underarter finns listade i Catalogue of Life.